# Charles Corm
Œuvres principales
La Montagne inspirée
Charles Corm, né le 4 mars 1894 à Beyrouth où il est mort le 19 septembre 1963, est un écrivain, industriel et philanthrope libanais,. 
Il est considéré comme le chef de file du mouvement phénicien au Liban, qui a donné naissance à une vague de nationalisme qui a conduit à l'indépendance du Liban,,. 
Dans un pays déchiré par des conflits sectaires, l'intention de Corm était de trouver une racine commune partagée par tous les Libanais au-delà de leurs croyances religieuses. « Si je rappelle aux miens nos aïeux phéniciens C'est qu'alors nous n'étions au fronton de l'histoire, Avant de devenir musulmans ou chrétiens, Qu’un même peuple uni dans une même gloire, Et qu’en évoluant, nous devrions au moins, Par le fait d’une foi d’autant plus méritoire, Nous aimer comme aux Temps où nous étions païens !... » tiré de La Montagne inspirée - 1934. Charles Corm était également un grand homme d'affaires autodidacte. Il a introduit les voitures Ford au Liban et ouvrit des succursales dans plusieurs pays du Moyen-Orient. À l'âge de 40 ans, il quitte un empire commercial prospère pour se consacrer à la poésie et à l'humanitaire. Visionnaire et avant-gardiste, Charles Corm a laissé une empreinte indélébile dans différents domaines créant associations et club pour rassembler et promouvoir l'art, la culture et le patrimoine.
Au cours de sa vie, Corm a reçu plus d'une centaine de distinctions et récompenses littéraires et non littéraires internationales, y compris le Prix international de poésie Edgar-Allan-Poe 1934, citoyen d'honneur de New York,, Grand Commandeur de l'American International Academy, Commandeur de l'Ordre du Mérite Humain (Suisse), Grand Officier de l'Ordre Académique italien, Grand Officier de l' Ordre national du Cèdre (Liban), Grand Officier de la Société des poètes français, membre de la Royal Society (Angleterre) et médaille d'honneur de l'Académie française 1950.

## Biographie

### Écrivain et poète
Alors que la plupart des auteurs libanais de l'époque écrivaient en arabe, Corm écrivait principalement en français. L'une de ses principales contributions intellectuelles est La Revue Phénicienne (en), une publication qu'il a fondée en juillet 1919 à laquelle ont participé de nombreux écrivains tels que Michel Chiha et Said Akl et qui a inspiré l'indépendance du Liban,,,
Corm est considéré comme l'un des écrivains du Moyen-Orient les plus influents et les plus récompensés. La Montagne Inspirée lui vaut le Prix International de Poésie Edgar-Allan-Poe en 1934. De plus, Corm, dont le père Daoud Corm était un enseignant et un mentor du jeune Khalil Gibran, est le traducteur français du chef-d'œuvre anglais de Gibran, Le Prophète.

### Homme d'affaires
Après avoir obtenu son diplôme à l'âge de 18 ans, Corm s'est rendu à New York où il a loué un petit bureau à Wall Street pour mener une entreprise d'import / export. Peu de temps après, il a obtenu une rencontre avec le magnat des affaires Henry Ford, l'homme le plus riche du monde à l'époque,. À la suite de la réunion, Corm a obtenu le concessionnaire Ford Motor Company pour toute la région du Grand Moyen-Orient à un moment où Ford Motor Company était le premier constructeur automobile au monde. À son apogée, l'empire commercial de Corm, entièrement intégré à Charles Corm and Co., était la première et la plus grande multinationale du Moyen-Orient, employant des milliers d'hommes et de femmes de la Turquie à l'Iran. Ses entreprises sont devenues le gagne-pain de milliers de familles et ont contribué au développement des infrastructures et des réseaux de routes, de voies ferrées et de ponts.
En 1928, il a conçu selon ses propres plans  le quartier général de la Compagnie Ford du Moyen-Orient. Le bâtiment a été érigé en 1929 à Beyrouth, devenant plus tard la maison de la famille Corm. C'était le premier gratte-ciel du Moyen-Orient et la structure la plus élevée du Liban jusqu'en 1967. Reflétant les instincts écologistes de Charles Corm, bien avant que ce terme ne prenne ses connotations sociales et idéologiques modernes « activistes », les jardins de 14 000 m2 du bâtiment (les plus grands jardins privés de Beyrouth) contiennent une variété de vestiges artistiques et archéologiques ainsi que des arbres exotiques et plantes rares.
Sa richesse faite, l'homme que l'on avait qualifié de « magnat réticent » décida de consacrer sa vie à la littérature et à la philanthropie à l'occasion de son 40e anniversaire.

### Philanthrope
Corm a aidé à financer plusieurs bâtiments et entités de l'État libanais, dont le Parlement libanais, le Musée national, le Conservatoire National de musique, la Bibliothèque nationale et d'autres monuments culturels et étatiques, à un moment où l'État libanais fraîchement indépendant de son mandat français manquait de fonds. En 1939, à l'Exposition universelle de New York, il construit à ses propres frais le pavillon libanais et l'inaugure. Cela lui vaut d'être décoré de la médaille d'or de la ville de New York. Le maire La Guardia le fait Citoyen d'honneur de New York, la plus haute distinction donnée par la ville,.
Saïd Akl, un ami proche de Charles Corm a noté : « Charles n'était pas seulement une force directrice derrière l'indépendance du Liban, il a également aidé à jeter les bases constitutionnelles du Liban et a dépensé son propre argent pour construire les repères politiques, sociaux et culturels nécessaires pour soutenir notre vision du Liban. Pendant ces années, il m'a semblé très clair que Charles ne se souciait pas beaucoup de l'argent. Au contraire, un profond sentiment d'engagement envers ce qu'il aimait l'avait récompensé par un succès exceptionnel dans les affaires et la littérature ».

### Vie privée
Charles Corm est né en 1894 à Beyrouth, au Liban, fils du célèbre peintre libanais Daoud Corm (en). L'enfant poète, élève des jésuites de 1906 à 1911, inspiré dès son plus jeune âge, rafle les premiers prix dans toutes les matières littéraires et jusqu'au Prix d'honneur de philosophie qu'il obtient en même temps que son baccalauréat le 14 juillet 1911. Il est diplômé de l'Université Saint Joseph. À l'âge de 18 ans, en 1912, il se rend à New York. Pour survivre, il a créé une entreprise d'import / export à Broadway. Comme sa langue maternelle était le français, il assista résolument au même spectacle de Broadway encore et encore jusqu'à ce qu'il ait maitrisé l'anglais et l'accent américain . Inspiré par les voitures noires qui sillonnaient New York et armé par la ferme intention de développer son entreprise et considérant la voiture comme l'avenir, Corm se rend à Detroit pour convaincre le fabricant numéro un - Henry Ford le célèbre constructeur de voitures de lui confier la vente de Ford au Liban. Usant de son charisme, sa motivation et son esprit d'entrepreneur inné, Corm réussit à décrocher un contrat d'Henry Ford et rentra au Liban.
Ce fût la veille de la Première Guerre mondiale. Les affaires mis en pause, Charles Corm s'affaira à aider son pays appauvri et déchiré par les forces extérieures. En 1918, la grande famine sévissant au Liban, il organise et gère la direction du Ravitaillement civil de Beyrouth, sous contrôle français. L'année suivante, enfin, il fonde la Revue Phénicienne et l'Association nationale de la jeunesse libanaise, étendards pacifistes sous lesquels il va se battre pour l'indépendance du Liban.
En 1934, à 40 ans, il quitte les affaires pour une vie de littérature et de philanthropie. En raison de son succès exceptionnel dans les affaires et plus tard de ses efforts littéraires acclamés, Corm a bénéficié d'un impressionnant réseau de contacts internationaux. Selon Rushdy Maalouf, « Charles avait la faculté incroyable de se lier d'amitié avec toutes sortes de personnes avec la même facilité. Parfois, il semblait qu'il n'y avait personne qu'il ne connaissait pas. Cela lui a donné une influence considérable dans les affaires, la littérature et la politique. Que ce soit à travers les affaires ou l'art, Charles a passé sa vie à construire de puissants ponts entre le Liban, souvent appelé à l'époque le Paris du Moyen-Orient, et l'Occident ».
Charles Corm épouse Samia Baroody en 1935. Samia Baroody avait été élue Miss Liban et puis première dauphine au concours Miss Univers de 1934 à New York. Charles Corm et sa femme Samia ont eu quatre enfants: David (marié à Maya Shahid, fille de Sirine Husseini Shahid), Hiram, Virginie et Madeleine.
Outre son héritage littéraire prolifique que l'on retrouve désormais dans la plupart des bibliothèques et universités du monde entier, Charles Corm a transmis l'une des fortunes les plus importantes de la région,.

## Œuvres
- La Revue Phénicienne[18]
- La Montagne Inspirée, Prix international de poésie Edgar-Allan-Poe 1934 (traduit en anglais sous le titre The Sacred Mountain)
- 6000 ans de Génie Pacifique au Service de l'Humanité[19]
- Contes Érotiques (traduit en anglais sous le titre Erotic Tales)
- Les Cahiers de l'Enfant
- Sonnets Adolescents
- La Montagne Parfumée
- L'Éternel Féminin
- Médaillons en Musique de l’Âme Libanaise
- Petite Cosmogonie Sentimentale
- La Planète Exaltée
- Le Mystère de l'Amour
- La Symphonie de la Lumière
- La Terre Assassinée ou Les Ciliciennes
- Le Volcan Embrasé

## Prix et distinctions
- Prix international de poésie Edgar Allan Poe 1934.
- Citoyen d'honneur de New York City, USA.
- Médaille d'honneur de l'Académie française 1950, France.
- Membre de la Royal Society, Angleterre.
- Grand Commandant de l'American International Academy, USA.
- Grand Commandeur de l'Ordre de Saint Grégoire, Cité du Vatican.
- Grand Commandeur de l'Ordre Souverain de la Couronne d'Épines, Italie.
- Commandeur de l'Ordre du mérite humain, Suisse.
- Commandant de la Société humanitaire de Belgique.
- Commandant de la Saint Stephen Society of Human Rights, États-Unis.
- Commandant de la Casa Humberto de Campos, Brésil.
- Commandant de l'Academia dei Templari, Italie.
- Grand Officier de l'Ordre National du Cèdre, Liban.
- Grand Officier de la Société Française des Poètes.
- Grand Officier de l'Académie Ronsard, France.
- Grand Officier de l'Ordre du Temple de Jérusalem, Italie.
- Grand Officier de l'Ordre de Sainte Brigite, Suède.
- Grand Officier de l'Ordre Académique Italien, Italie.
- Grand Officier de l'Ordre de Vera Cruz, Brésil.
- Grand Officier de l'Instituto Panamericana de Culture, Argentine.
- Grand Officier du Grupo Americanista de Intelectuales y Artistas, Uruguay.
- Grand Officier de l'Academia National de Ciencias y Letras, Bolivie.
- Grand Officier de la Commission Interamericana de la Bandera, Cuba.
- Grand Officier de l'Academia de Bellas Artes, Espagne.
- Grand Officier de la Sociedade Brasileira de Civismo, Brésil.
- Grand Officier de la Casa Americana, Pérou.
- Médaille d'or de New York pour services distingués, États-Unis.
- Médaille d'or de Newark City, New Jersey, USA.
- Médaille d'or de l'ordre latin, France.
- Médaille d'or de l'ordre impérial Saint-André, Russie.
- Médaille d'or de l'Instituto Napoletano di Cultura, Italie.
- Médaille d'or de l'Ordre de San Bernardo, Brésil.
- Médaille d'or de l'Academia de Bellas Artes de San Carlos, Espagne.
- Médaille d'or du Collège national de l'Ontario, Canada.